# Ardices canescens
Ardices canescens là một loài bướm đêm thuộc phân họ Arctiinae, họ Erebidae. Nó được tìm thấy ở hầu hết Úc.
Ấu trùng ăn các loài Bidens pilosa, Helianthus annuus, Taraxacum officinale, Alcea rosea, Rosa odorata và Plantago.

## Hình ảnh

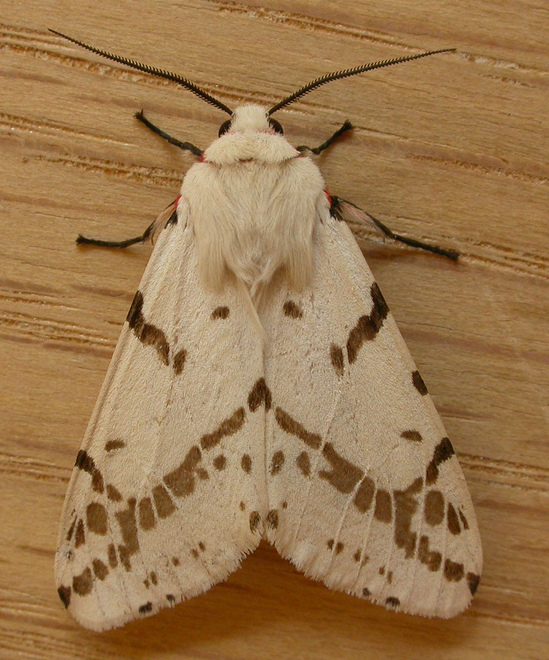
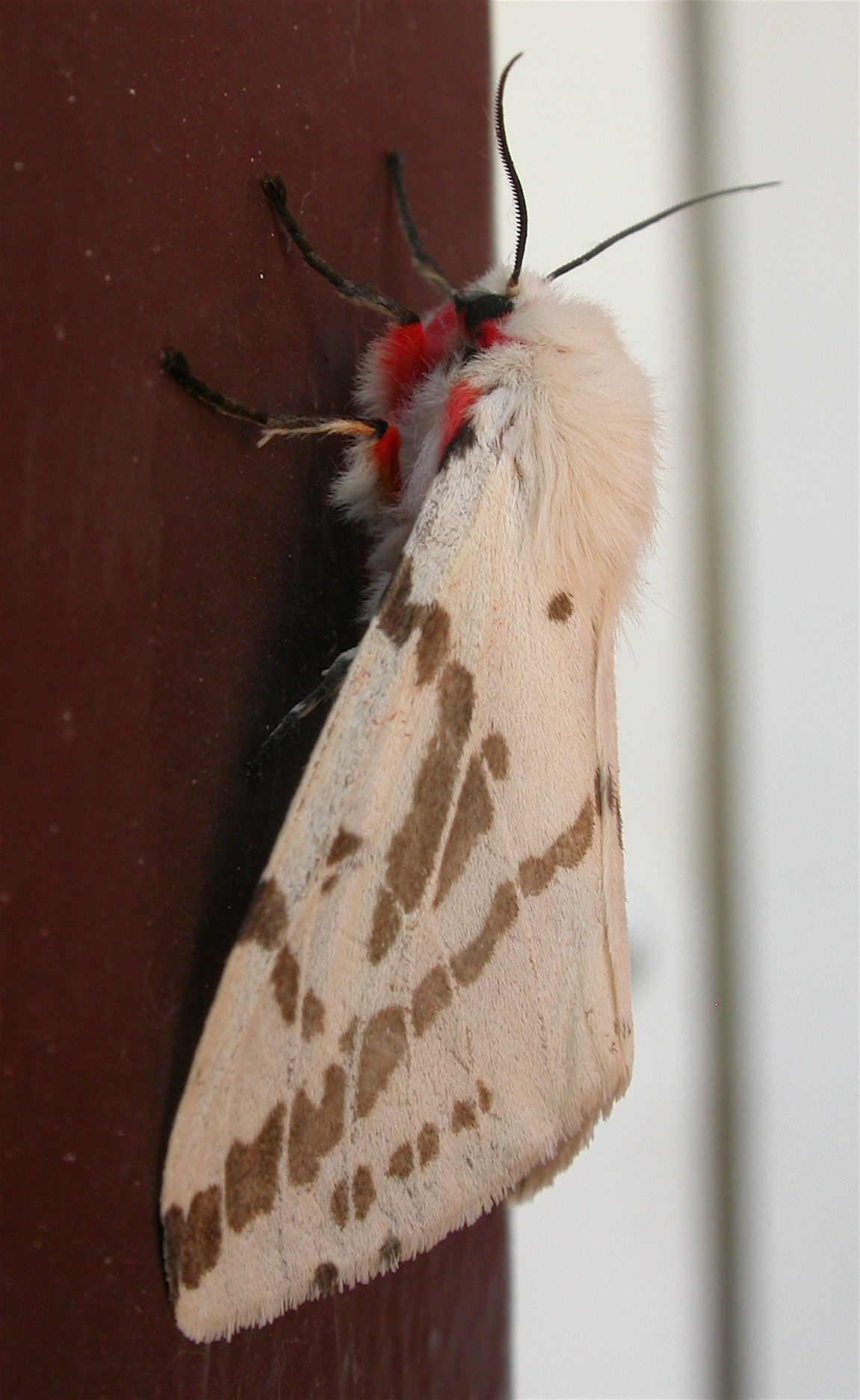
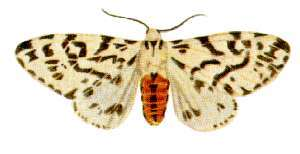
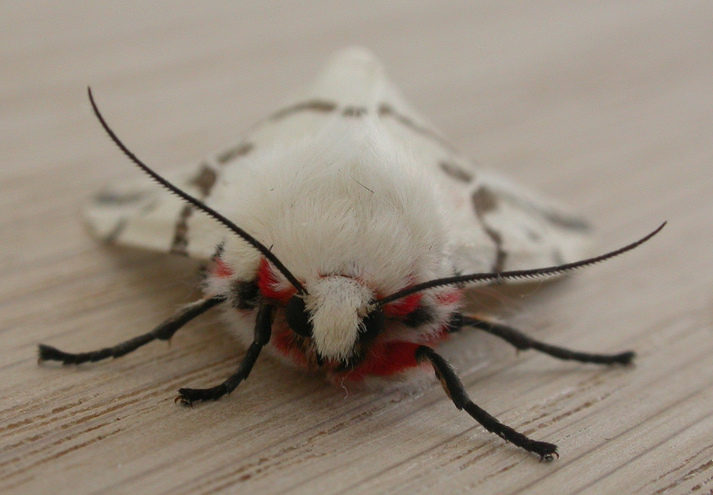